# カルセン岬
カルセン岬（カルセンみさき、英語: Karlsen Cape、ロシア語: Мыс Карлсена）は、ノヴァヤゼムリャのセヴェルヌィ島最北端の地である。

## 歴史
この岬は1872年にドイツの測量師であるペーターマンによって命名された。バレンツ海とカラ海でアザラシ漁をしていた、カルセンというノルウェー人のハンティングスクーナーの船長に敬意を表して名付けられた。
また、この地には1597年6月20日にノヴァヤゼムリャ付近で命を落としたウィレム・バレンツとアンドリソン・クラス(Andrison Class、Класса Андрисона)の墓場がある。

## 画像

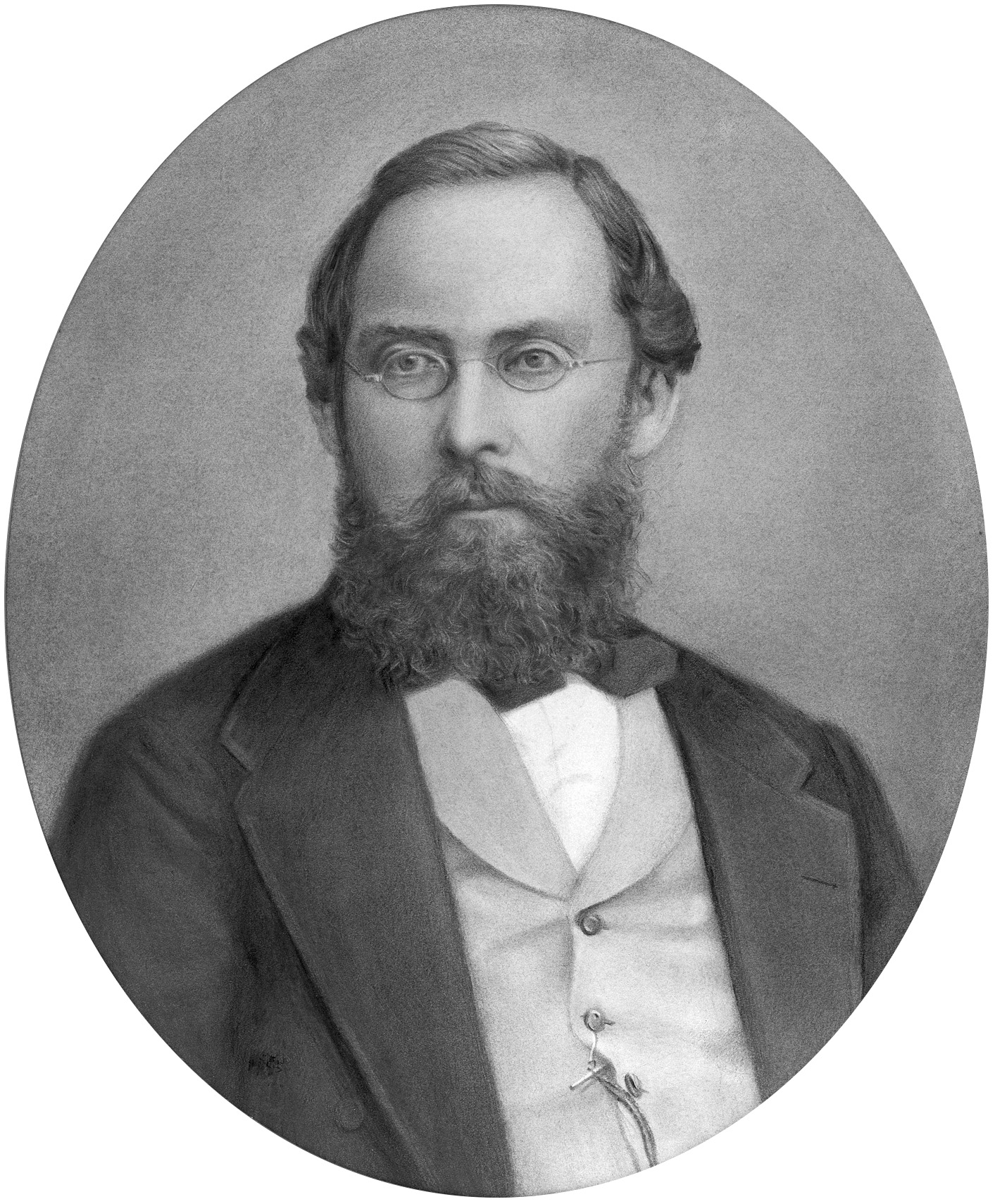
オーガスト・ハインリヒ・ペーターマン
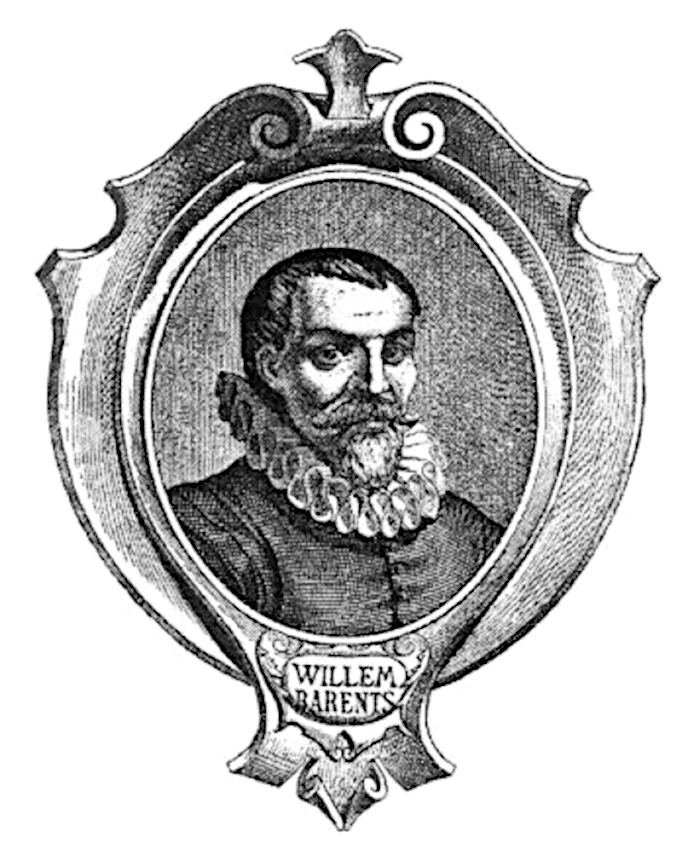
ウィレム・バレンツ
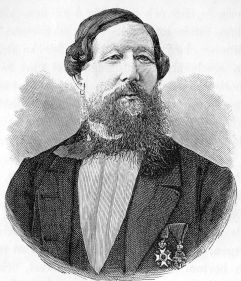
エリング・カルセン
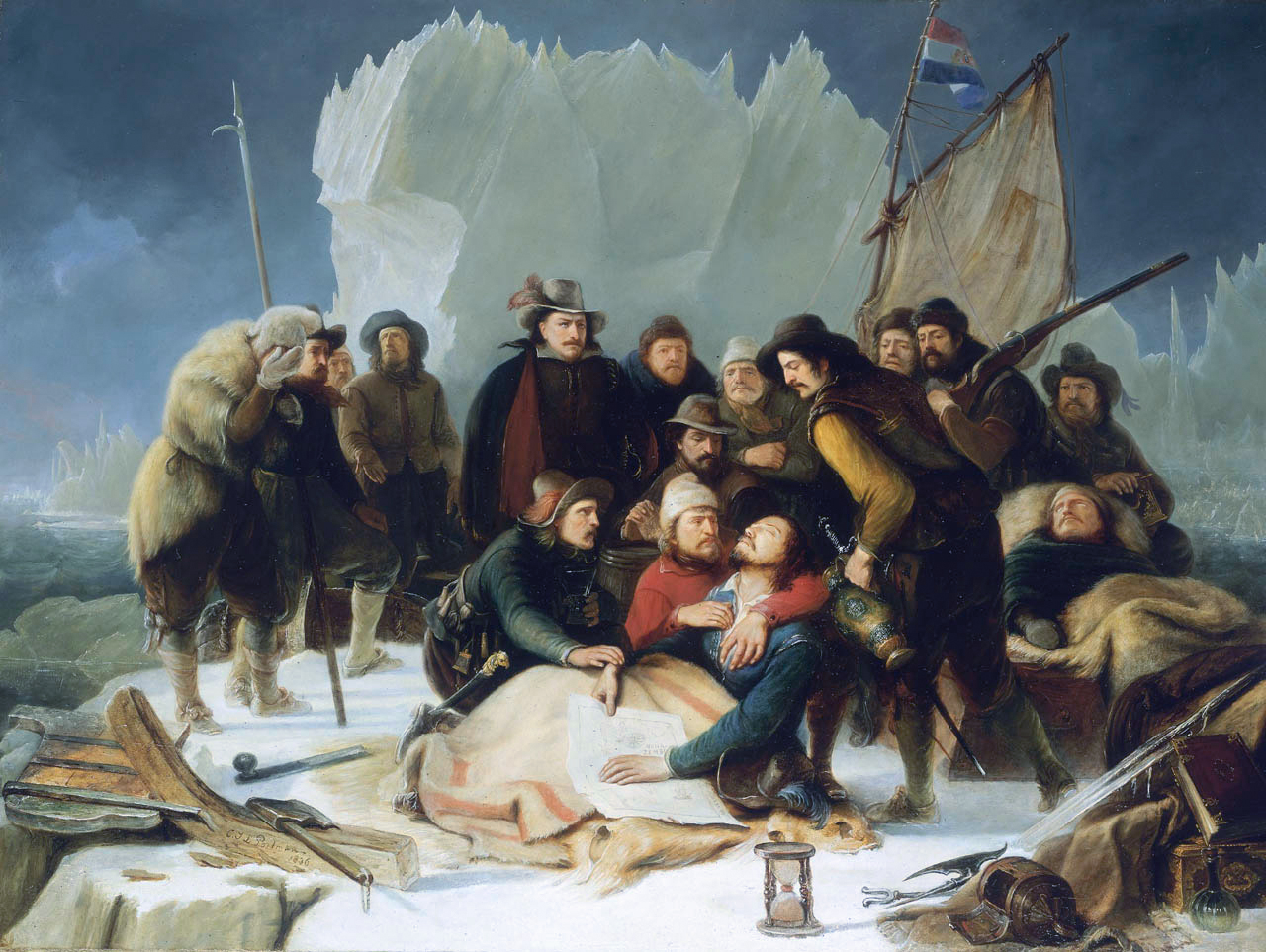
ウィレム・バレンツの最期
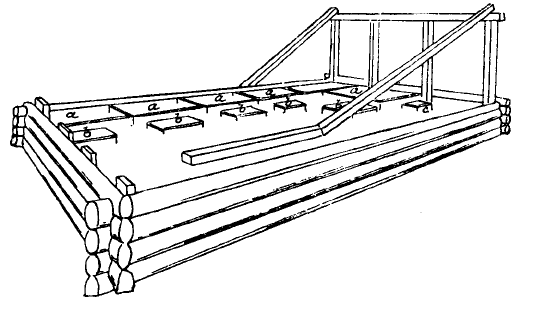
1871年にエリング・カルセンが発見した、ノヴァヤゼムリャにあったウィレム・バレンツが拠点としていた小屋(殆ど無傷であった)のスケッチ